# Hemisphaerius gagatus
Hemisphaerius gagatus är en insektsart som beskrevs av Melichar 1906. Hemisphaerius gagatus ingår i släktet Hemisphaerius och familjen sköldstritar. Inga underarter finns listade i Catalogue of Life.